# The Way Life's Meant to Be
«The Way Life's Meant to Be» es una canción del grupo británico Electric Light Orchestra, publicada en el álbum de estudio Time (1981). La canción, compuesta por Jeff Lynne, fue también publicada como el cuarto sencillo del álbum en el Reino Unido, tras «Hold on Tight», «Twilight» y «Ticket to the Moon», en marzo de 1982.
Grabado en los Polar Studios de Estocolmo a diferencia del resto del álbum, que fue grabado en los Musicland Studios de Múnich, fue el primer sencillo de la ELO desde «Nightrider» (1976) en no entrar en la lista británica UK Singles Chart. Publicado con «Wishing», una canción del álbum Discovery, como cara B, solo entró en la lista alemana Media Control Charts, donde alcanzó el puesto 30.
En una entrevista con Jim Ladd en 1981, Jeff Lynne comentó sobre la canción: «Parece haber un punto de vista pesimista. Sí, bueno, y esa canción... Está caminando por la misma calle de antes, como cien años antes. Pero, incluso aunque está en el mismo trozo de suelo, todo lo que conoció está como enterrado bajo esta nueva mierda, ya sabes, que está creciendo... por encima de esto, todas estas torres de plástico. Ah, las castañuelas. Era un poco ruso pero pusimos castañuelas y se convirtió en española».